# Autostrada A1 (Belgia)
Autostrada A1 (fla. Autosnelweg A1) – autostrada w Belgii w ciągu trasy europejskiej E19.
Autostrada łączy Brukselę z Antwerpią i granicą Holandii. Składa się z dwóch odcinków połączonych obwodnicą Antwerpii. Dzięki połączeniu dwóch największych miast Belgii jest jednym z najważniejszych szlaków komunikacyjnych kraju.